# Sageretia filiformis
Sageretia filiformis är en brakvedsväxtart som först beskrevs av Albrecht Wilhelm Roth och Schult., och fick sitt nu gällande namn av George Don jr. Sageretia filiformis ingår i släktet Sageretia och familjen brakvedsväxter. Inga underarter finns listade i Catalogue of Life.